# Kosmos (Zeitschrift)
Kosmos war eine populärwissenschaftliche Zeitschrift des Franckh-Kosmos-Verlags, die 1904 gegründet und 1999 gemeinsam mit der Zeitschrift natur unter dem neuen Titel als natur+kosmos fortgesetzt wurde.

## Geschichte
Die Zeitschrift gehörte zu der von den Verlegern Euchar Nehmann und Walther Keller 1903 gegründeten Kosmos, Gesellschaft für Naturfreunde (deren Mitglieder die Zeitschrift erhielten) und erzielte im ersten Jahr eine Auflage von 7800 Exemplaren, 1908 schon 66.000 und 1912 über 100.000. Damit setzte sie für naturwissenschaftliche Zeitschriften damals neue Maßstäbe. Von Ende der 1920er Jahre bis zum Zweiten Weltkrieg war die Auflage bei rund 185.000. 
Rund um die Zeitschrift entstanden erfolgreiche Buchreihen, wurden Experimentierkästen und Fernrohr-Bausätze verkauft. Es gab zum Beispiel für Abonnenten der Zeitschrift auch vier Bücher pro Jahr (anfangs fünf). Die genaue Anzahl der Werke, aus denen die Leser wählen konnten, lässt sich wegen der Vernichtung des Verlagsarchivs im Zweiten Weltkrieg nicht mehr ermitteln. Zwischen 1907 und 1957 erschienen insgesamt 3088 Werke im Verlag. Die Kosmos-Bibliothek veröffentlichte noch 1980 einen letzten Band 308.
Mit ihrem Erfolg konnte sie auch eine Reihe von anderen Ende des 19. und Anfang des 20. Jahrhunderts gegründeten deutschsprachigen populärwissenschaftlichen Zeitschriften ausstechen. Zwischen den Weltkriegen hatte sie nur in der 1924 in Berlin gegründeten Urania und der österreichischen Die Bildung eine Konkurrenz. Der Erfolg setzte sich nach dem Zweiten Weltkrieg fort. Mitte der 1960er Jahre kamen in Form von Bild der Wissenschaft und Ende der 1970er Jahre durch Spektrum der Wissenschaft, Geo und P.M. Magazin neue Konkurrenten in Deutschland auf, und in den 2000er Jahren Zeit Wissen.
Zunächst hatte Kosmos den Untertitel Naturwissenschaftliches Literaturblatt und ab dem 2. Jahrgang Handweiser für Naturfreunde (ausführlich Handweiser für Naturfreunde und Zentralblatt für das naturwissenschaftliche Bildungs- und Sammelwesen).
Die Zeitschrift erschien monatlich. Sie berief sich in ihrer ersten Nummer ausdrücklich auf Alexander von Humboldt und dessen Hauptwerk Kosmos.

## Ältere Zeitschriften gleichen Namens
Es gab schon von 1857 bis 1860 bei Reclam die Zeitschrift Kosmos. Zeitschrift für angewandte Naturwissenschaften. Außerdem erschien von 1877 bis 1886 in Leipzig in Ernst Günther’s Verlag eine Zeitschrift Kosmos, die Ideen von Charles Darwin und Ernst Haeckel pflegend. Sie hatte den Untertitel: Zeitschrift für einheitliche Weltanschauung auf Grund der Entwicklungslehre. 